# Fritz Schaarschmidt

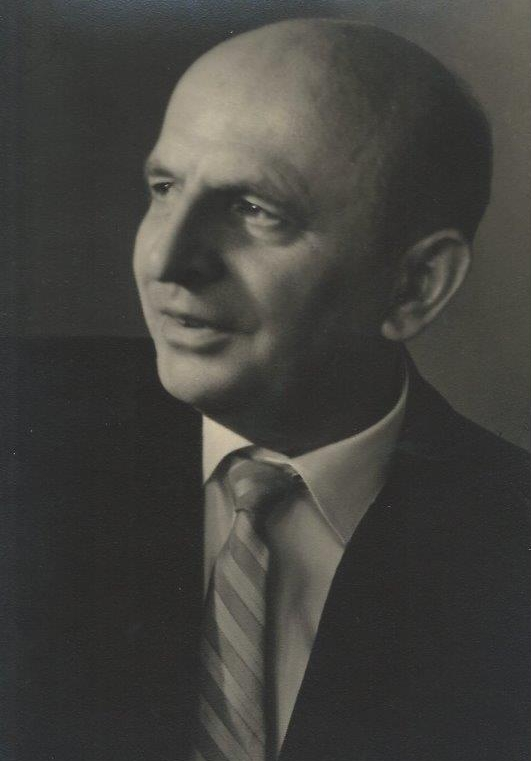
Fritz Schaarschmidt

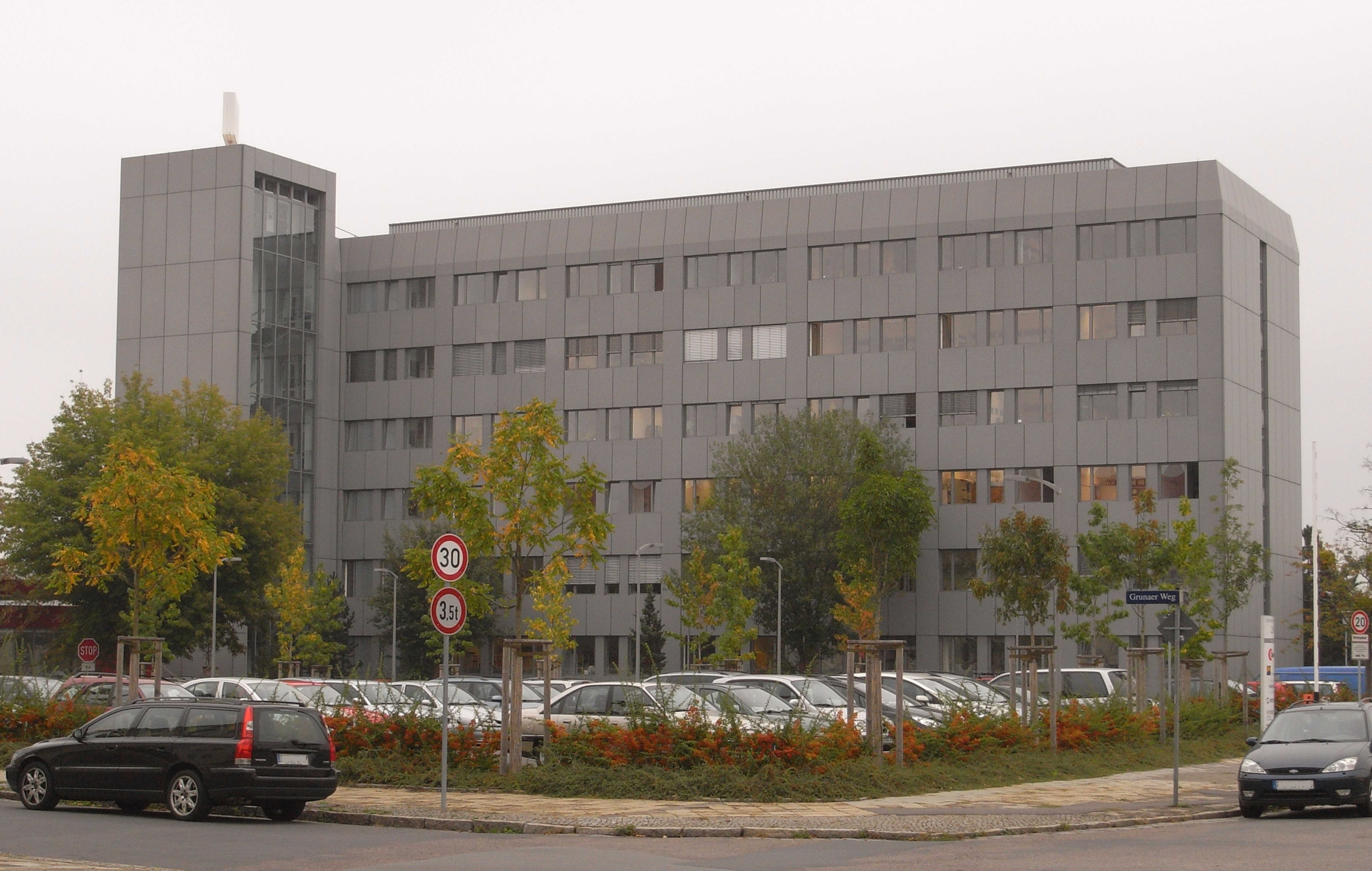
Institutsgebäude VEB Hochvakuum, Grunaer Weg 26

Fritz Schaarschmidt (* 18. August 1901 in Bärenloh bei Bad Elster; † 7. Januar 1970 in Dresden) war ein deutscher Architekt.

## Leben
Fritz Schaarschmidt begann nach dem Abitur am König-Georg-Gymnasium im Jahr 1922 ein Architekturstudium an der Technischen Hochschule Dresden, seine Lehrer waren unter anderem Martin Dülfer, Fritz Schumacher, Emil Högg und Alfons Schneegans (1867–1946) sowie Richard Müller. Während seines Studiums arbeitete Schaarschmidt im Atelier von Martin Dülfer und im Architekturbüro von Emil Högg, das zu dieser Zeit mit der Planung von Industriebauten beschäftigt war. Nach Ende des Studiums im Jahr 1929 arbeitete er erst bei Martin Dülfer und später im Büro von Fritz Höger in Hamburg, der für seine Klinkerbauten bekannt war. Bereits 1932 kehrte Fritz Schaarschmidt nach Dresden zurück und arbeitete zunächst als Assistent für Raumkunst an der TH Dresden und danach bis 1951 als freischaffender Architekt. Nach dem Zweiten Weltkrieg, in den er ab 1943 für zwei Jahre eingezogen worden war, beteiligte sich Fritz Schaarschmidt am Wiederaufbau zahlreicher Wohnhäuser und Kirchen Dresdens.
Im Jahr 1951 wurde Fritz Schaarschmidt freier Mitarbeiter in der Architekturabteilung der Technischen Hochschule Dresden, die von Walter Henn geleitet wurde. Er lehrte von 1952 bis 1966 erst mit einem einfachen Lehrauftrag und ab 1955 als Professor für Industriebau und Entwerfen an der Fakultät Bauingenieurwesen der Technischen Hochschule Dresden (ab 1961 Technische Universität Dresden). Er wurde zum Vorstand der Abteilung für Architektur gewählt, von 1955 bis 1957 war er Prodekan und von 1957 bis 1959 Dekan der Fakultät für Bauwesen. Zudem war er Mitglied des wissenschaftlichen Beirates des Staatssekretariats für das Hoch- und Fachschulwesen und der Planungskommission der Technischen Universität Dresden.

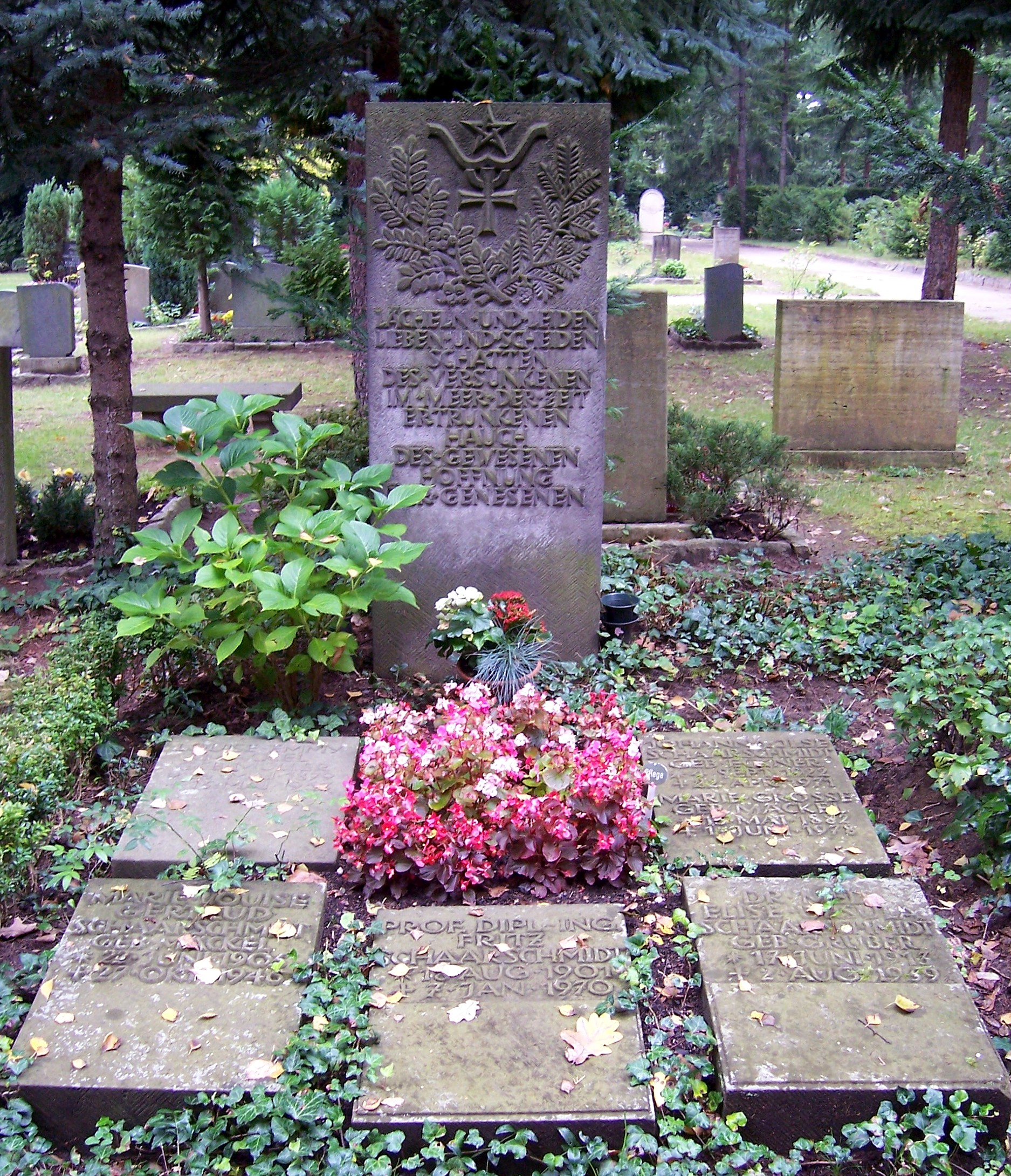
Grab von Fritz Schaarschmidt auf dem Johannisfriedhof in Dresden

Fritz Schaarschmidt starb 1970 in Dresden. Sein Grab befindet sich auf dem dortigen Johannisfriedhof.

## Werke
Fritz Schaarschmidt war am Entwurf und Bau zahlreicher Lehr- und Forschungsgebäude der Technischen Hochschule Dresden nach 1945 beteiligt, so erbaute er zum Beispiel zusammen mit Walter Henn und Karl Wilhelm Ochs den Drude-Bau, gemeinsam mit Walter Henn von 1955 bis 1957 den Merkel-Bau, von 1956 bis 1958 den Heidebroek-Bau und von 1961 bis 1966 den Walther-Hempel-Bau.
Fritz Schaarschmidt und Kollektiv entwarfen die Industrieanlage des VEB Hochvakuum in Dresden, die von 1963 bis 1966 errichtet wurde. Sie besteht aus einem 6-geschossigen Institutsgebäude mit Küchentrakt und einer als Shedhalle konzipierten Produktionshalle, die „als Muster- und Experimentalbau“ unter anderem vom Bauingenieur Hermann Rühle entworfen wurde.
Fritz Schaarschmidt war 1955 an der Errichtung der Rappbode-Talsperre, 1959 der Talsperre Pöhl, 1959 des Speicherbeckens Spremberg-Bräsinchen und 1960 des Pumpspeicherwerks Wendefurth beteiligt und entwarf Industriebauten für die Akademie der Wissenschaften der DDR.